# Lluís I d'Orleans
Lluís I d'Orleans (París 1372 - íd. 1407), príncep de França i comte de Valois (1392-1407), elevat a duc de Valois el 1406; duc d'Orleans (1393-1407); comte de Blois (1397-1407) i comte d'Angulema (1404-1407).

## Orígens familiars
Fill del rei Carles V de França i la seva esposa Joana de Borbó. Per línia paterna era net de Joan II de França i Bonna de Luxemburg, i per línia materna del duc Pere I de Borbó i Isabel de Valois. Fou germà del també rei Carles VI de França.

## Núpcies i descendents
Es casà el 17 d'agost de 1389 al castell de Melun amb la comtessa Valentina Visconti, filla del duc Joan I de Visconti i Isabel de Valois. D'aquesta unió nasqueren:
- una filla (1390)
- el príncep Lluís de Valois (1391-1395)
- un fill (1392)
- el príncep Joan Felip de Valois (1393)
- el príncep Carles I d'Orleans (1394-1465), duc d'Orleans i pare de Lluís XII de França
- el príncep Felip de Valois (1396-1420), comte de Vertus
- el príncep Joan d'Angulema (1400-1467), comte d'Angulema i avi del futur rei Francesc I de França
- la princesa Maria de Valois (1401)
- la princesa Margarida de Valois-Orleans (1406-1466), comtessa de Vertus, casada el 1423 Ricard de Bretanya, comte d'Etampes

## Guerra dels Cent Anys
Lluís d'Orleans va tenir un paper molt important durant la Guerra dels Cent Anys. Amb l'increment de la malaltia mental del seu germà, el rei Carles VI de França que sofria esquizofrènia i trastorn bipolar, Lluís es va disputar la regència amb el seu oncle, el duc Joan I de Borgonya.
L'enemistat entre els dos comportà un desordre general a França. Lluís inicialment prengué avantatge dels favors reials i nobiliars però el rumor d'un possible afer amoròs amb la reina consort comportà un cert grau d'impopularetat. Els anys successius els fills de Carles VI foren educats successivament pels partidaris dels Orleans, els Armagnac, o dels Borgonya, els Borgonyons.
El 20 de novembre de 1407 els dos es reconciliaren per tirar endavant el país, però tres dies més tard Lluís era assassinat als carrers de París per ordre de Joan II de Borgonya.